# Sanje
Sanje è una circoscrizione rurale (rural ward) della Tanzania situata nel distretto di Kilombero, regione di Morogoro. Conta una popolazione di 11 041 abitanti (censimento 2012).